# La Souriante Madame Beudet
La Souriante Madame Beudet er en fransk stumfilm fra 1923 af Germaine Dulac.

## Medvirkende
- Germaine Dermoz som Madame Beudet
- Alexandre Arquillière som Monsieur Beudet
- Jean d'Yd som Monsieur Labas
- Madeleine Guitty som Madame Labas
- Raoul Paoli